# Talabrica
Talabrica är ett släkte av musslor. Talabrica ingår i familjen Crassatellidae.
Kladogram enligt Catalogue of Life:
| Talabrica | \| \| Talabrica bellula \| \| \| \| \| \| Talabrica iredalei \| \| \| \| |
|           | \| \| Talabrica bellula \| \| \| \| \| \| Talabrica iredalei \| \| \| \| |
|           | Crassatella                                                              |
|           |                                                                          |
|           | Crassinella                                                              |
|           |                                                                          |
|           | Eucrassatella                                                            |
|           |                                                                          |
|           | Talabrica bellula                                                        |
|           |                                                                          |
|           | Talabrica iredalei                                                       |
|           |                                                                          |

|  | Talabrica bellula  |
|  |                    |
|  | Talabrica iredalei |
|  |                    |